# Will Reichard
Will Reichard (geboren am 9. Januar 2001 in Hoover, Alabama) ist ein US-amerikanischer American-Football-Spieler auf der Position des Kickers. Er spielte College Football für die University of Alabama und steht seit 2024 bei den Minnesota Vikings in der National Football League (NFL) unter Vertrag.

## Frühe Jahre
Reichard wuchs in Hoover, Alabama, auf und spielte dort zunächst Fußball, in der zweiten Klasse kam er zum Football. Er besuchte die Hoover High School. Da er dort kein Stammspieler war, erwog Reichard zunächst den Wechsel auf eine andere Highschool. Nachdem sein Vater 2016 an Bauchspeicheldrüsenkrebs gestorben war, zog Reichard sich zwei Monate später bei einem Benefizfußballspiel zugunsten der Krebsforschung einen Kreuzbandriss zu. Dennoch wurde Reichard letztlich zum Stammspieler an seiner Highschool und galt als einer der besten Kicker seines Abschlussjahrgangs landesweit. Obwohl er ursprünglich als Fan der Florida Gators aufgewachsen war, entschied Reichard sich letztlich für ein Stipendienangebot der Alabama Crimson Tide der University of Alabama, einen der größten Rivalen der Gators, um näher bei seiner Familie sein und da er für Head Coach Nick Saban spielen wollte.

## College
Reichard spielte am College von 2019 bis 2023 für Alabama. Bereits als Freshman konnte er sich als Kicker der Crimson Tide etablieren und war fortan Stammspieler, verpasste aber infolge einer Oberschenkelverletzung die zweite Hälfte der Saison. In der Saison 2020 gewann Reichard mit seinem Team die nationale College-Football-Meisterschaft, das College Football Playoff National Championship Game. Er verwandelte in dieser Saison alle 14 Field-Goal-Versuche und 84 Extrapunkte. Reichard war 2020 und 2023 Finalist bei der Wahl zum Lou Groza Award. Aufgrund der COVID-19-Pandemie war Reichard auch in der Saison 2023 für ein fünftes Jahr am College spielberechtigt. Er wurde 2023 in das All-Star-Team der Southeastern Conference (SEC) sowie zum SEC Special Teams Player of the Year gewählt. Mit insgesamt 547 Punkten (84 Field Goals und 295 Extrapunkte) hielt Reichard am Ende seiner College-Karriere den Rekord für die meisten in der NCAA erzielten Punkte.

## NFL
Reichard wurde im NFL Draft 2024 in der sechsten Runde an 203. Stelle von den Minnesota Vikings ausgewählt. Dort trat er die Nachfolge von Greg Joseph an.